# Nintendo Labo
『Nintendo Labo』（ニンテンドー ラボ）は、任天堂より発売されたNintendo Switch用ゲームソフトとペーパークラフトのセットである。2018年4月20日に「Nintendo Labo Toy-Con 01: Variety Kit」「Nintendo Labo Toy-Con 02: Robot Kit」が発売され、以降シリーズ化している。

## 概要
「Toy-Con（トイコン）」と呼ばれる段ボールシートなどを組み立てて出来るペーパークラフトにNintendo Switch本体や標準コントローラであるJoy-Conを組み合わせ、Joy-Conの機能であるHD振動、モーションIRカメラ、加速度センサー・ジャイロセンサーなどを使用し、Nintendo Switchのより発展した楽しみ方が可能となっている。ゲームソフト内には組み立て説明のチュートリアルがあり、組み立てに工具は必要ない。
また、全てのキットに収録されている「Toy-Conガレージ」では四角形で表示される「ノード」と呼ばれる設定を組み合わせることで簡易的なビジュアルプログラミングが可能。
第1弾の発売前には親子ペア対象の体験会「Nintendo Labo Camp」が世界各国で開催された。募集枠に対する応募者の倍率は各地で高く、アメリカでは約50倍に達した。その後も定期的に体験イベントやコンテストが開催されている。
2018年10月には、STEAM教育の支援を目的とし、教育事業を手掛ける企業Institute of PlayとNintendo of Americaが共同でNintendo Laboをアメリカ各地の小学校に提供することを発表した。

## Nintendo Labo Toy-Con 01: Variety Kit
『Nintendo Labo Toy-Con 01: Variety Kit』（バラエティ キット）は、2018年4月20日に発売された。「リモコンカー」「つり」「おうち」「バイク」「ピアノ」との5種類のToy-Conが作成できる。また、Amazon.com限定品だけ特別な箱で届き、その箱を変形させることでピアノと連動できるスピーカー型のToy-Conが作成できる。
2018年6月26日には「バイクToy-Con」が『マリオカート8 デラックス』に対応し、直感的な操作が可能になった。また10月には「ピアノToy-Con」が『DEEMO』に対応した。
売上本数は2020年12月末時点において全世界で142万本に上る。
セット内容
- ソフト「Nintendo Labo Toy-Con 01: Variety Kit」
- ダンボールシート28枚（「デコる」「発明」お助けシート付き）
- 再帰性反射材シート3枚
- スポンジシート3枚
- ヒモ（オレンジ）1本
- ヒモ（ブルー）1本
- ハトメセット（グレー）1セット
- ハトメセット（ブルー）4セット
- 輪ゴム（大）2本＋予備
- 輪ゴム（小）6本＋予備

このほか、Amazon.comで販売された限定版には特典としてオリジナルマスキングテープや「ダンボー」というマスコットキャラクターのダンボールシートが付属している。

## Nintendo Labo Toy-Con 02: Robot Kit
『Nintendo Labo Toy-Con 02: Robot Kit』（ロボット キット）は、2018年4月20日に発売された。頭にかぶる「バイザー」、背中に背負う「ドック」といった複数のパーツで構成されたロボットToy-Conが作成できる。また、Amazon.com限定品には、特別な箱で届き、ロボットと連携できるToy-Con が作成できる。
セット内容
- ソフト「Nintendo Labo Toy-Con 02: Robot Kit」
- ダンボールシート19枚（「デコる」「発明」お助けシート付き）
- 厚紙シート4枚
- 再帰性反射材シート1枚
- ヒモ（オレンジ）2本
- ヒモ（ブルー）2本
- 平ヒモ（グレー）大1本、中1本、小2本
- ハトメセット（グレー）10セット
- ハトメセット（オレンジ）2セット

このほか、Amazon.comで販売された限定版にはVariety Kitと同じものが付属している。

## Nintendo Labo Toy-Con 03: Drive Kit
『Nintendo Labo Toy-Con 03: Drive Kit』（ドライブ キット）は、2018年9月14日に発売された。「クルマ」、「ヒコウキ」、「センスイカン」といったハンドル、操縦桿と「アクセルペダル」のToy-Conが作成できる。「クルマToy-Con」は2018年9月19日より『マリオカート8 デラックス』に対応した。
セット内容
- ソフト「Nintendo Labo Toy-Con 03: Drive Kit」
- ダンボールシート25枚
- 再帰性反射材シート1枚
- スポンジシート1枚
- ヒモ（ブルー）1本
- ハトメセット（グレー）2セット
- ハトメセット（レッド）2セット
- 輪ゴム（大）1本＋予備
- 輪ゴム（小）8本＋予備

## Nintendo Labo Toy-Con 04: VR Kit
『Nintendo Labo Toy-Con 04: VR Kit』（ブイアール キット）は、2019年4月12日に発売された。このキットのソフトは全てVR対応で、ソフト内ツール「Toy-ConガレージVR」ではVRゲームを作成できる。利用年齢は7歳以上を推奨としている。
パッケージは「通常版」と「ちょびっと版」の2バージョンで、通常版のToy-Conは「VRゴーグルToy-Con」「カメラToy-Con」「バズーカToy-Con」「ゾウToy-Con」「トリToy-Con」「風Toy-Con」の6種、ちょびっと版のToy-Conは「VRゴーグルToy-Con」「バズーカToy-Con」の2種が含まれる。また、遊びを補助する「サブToy-Con」として、「かざぐるまToy-Con」と「シュノーケルToy-Con」（カメラToy-Con収録パッケージのみ）も付属する。また、ちょびっと版に含まれないToy-Conは別売りも行われている。
このほか、ソフト内には、64種類のVR対応ミニゲームをプレイできる「VRひろば」や、様々なVR対応映像を閲覧できる「おためしVRムービー」が収録されている。
2019年4月26日より『スーパーマリオ オデッセイ』の一部と『ゼルダの伝説 ブレス オブ ザ ワイルド』の全編が「VRゴーグルToy-Con」に対応し、これ以降、他の作品への対応が広がっている。また、2019年5月28日にはユニティ・テクノロジーズ・ジャパンよりUnityのVRゴーグルToy-Con対応が発表され、開発者をサポートするとしている。
なお、Nintendo Switch Lite、Nintendo Switch 2では本体の形状が異なるためVRでのプレイには対応していない。 
セット内容
- ソフト「Nintendo Labo Toy-Con 04: VR Kit」
- ダンボールシート32枚
- VRレンズ1セット
- 再帰性反射材シート1枚
- スポンジシート1枚
- ポリエステルシート1枚
- ハトメセット（グレー）6セット
- 凹ハトメ（グレー）2個
- 輪ゴム（大）1本＋予備
- 輪ゴム（小）8本＋予備

## 関連商品
デコるセット（2018年4月20日発売）
- マスキングテープ（2種類）
- ステンシルシート（2枚）
- シール（2種類）

マスキングテープ（2018年4月20日発売）
- Nintendo Labo（アイコン/ピクト）
- Nintendo Labo（ステンシルロゴ/Toy-Con）
- スーパーマリオ（カモフラージュ）
- スーパーマリオ（きのこ/ハテナブロック）
- スーパーマリオ（テレサ/キラー）
各2本（2柄）セット

おかたづけボックス（2018年9月14日発売）

## Toy-Con対応タイトル
つりToy-Con
- 釣りスタ ワールドツアー
- プチコン4 SmileBASIC

おうちToy-Con
- プチコン4 SmileBASIC

バイクToy-Con
- マリオカート8 デラックス
- プチコン4 SmileBASIC
- Moto Rush GT : モトラッシュGT[14]

ピアノToy-Con
- DEEMO

ロボットToy-Con
- プチコン4 SmileBASIC

クルマToy-Con
- マリオカート8 デラックス
- GRID Autosport（英語版）[15]

VRゴーグルToy-Con
- ゼルダの伝説 ブレス オブ ザ ワイルド
- スーパーマリオ オデッセイ
- 大乱闘スマッシュブラザーズ SPECIAL
- 進め!キノピオ隊長
- 狼と香辛料VR
  - 狼と香辛料VR2
- Reflex Unit 2[16]
- ナイトオブクイーン[17]
- ゆるキャン△ VIRTUAL CAMP ～本栖湖編～[18]
  - ゆるキャン△ VIRTUAL CAMP ～麓キャンプ場編～[19]
- 仙狐さんといっしょ[20]

## 受賞・ノミネート
- 2018 Golden Joystick Awards 「Nintendo Game of the Year」ノミネート[21]
- Time Best Inventions of 2018受賞[22]
- PC Mag（英語版） The Best Tech Products of 2018 受賞（他作品と共同）[23]
- Popular Science Best of What's New Awards 2018 「Entertainment」受賞（他作品と共同）[24]
- Twinfinite Most Innovative Games of 2018 受賞（他作品と共同）[25]
- The Game Awards 2018（英語版） 「Best Family Game」ノミネート[26]
- Kotaku The Best Toys Of 2018 受賞（他作品と共同）[27]
- Polygon The 50 best games of 2018 受賞（他作品と共同）[28]
- Shacknews（英語版） Year of the Games: 2018 「Biggest Surprise of 2018」受賞[29]
- The 2019 KAPi Awards 「Best Overall Tech」受賞[30]
- ニューヨーク・ゲーム賞 2019 「Central Park Children’s Zoo Award for Best Kids Game」受賞[31]
- 2019 National Academy of Video Game Trade Reviewers（英語版） Awards 「Game, Special Class」受賞[32]
- 日経MJ賞 日経優秀製品・サービス賞2018 最優秀賞受賞（他作品と共同）[33]
- Game Developers Choice Awards 2019 「Innovation Award」受賞[34]
- 第15回英国アカデミー賞ゲーム部門（英語版） 「Family」「Game Innovation」受賞、「Game Beyond Entertainment」ノミネート[35][36]
- Italian Video Game Awards 2019 「Videogames for the whole family」受賞[37]
- Games for Change（英語版） Awards 2019 「Game of the Year」受賞、「Most Innovative」ノミネート[38][39]
- CEDEC AWARDS 2019 ゲームデザイン部門受賞[40]
- 日本ゲーム大賞2019 特別賞受賞[41]
- Golden Joystick Awards 2019 「Best VR / AR Game」ノミネート（VR Kit）[42]

## ゲームで解決! プログラメン
『ゲームで解決! プログラメン』（ゲームでかいけつ プログラメン）は、任天堂のYouTubeチャンネルで公開されているインターネット番組。Nintendo Laboでゲームを開発する様子をドラマ仕立てで紹介する。全3話。
登場人物の「サカイノベーション」「リコード」「ナガノマド」とロボットの「スミタップ」は、劇団「ヨーロッパ企画」のメンバーが演じている。
| 話数  | 公開日        | サブタイトル                           |
| ----- | ------------- | -------------------------------------- |
| 第1話 | 2019年7月31日 | バースデーサプライズゲームをつくろう！ |
| 第2話 | 2019年8月6日  | さわれる思い出アルバムをつくろう！     |
| 第3話 | 2019年8月13日 | ゆびわを求めて水道管をたんさく！       |

## 関連作品
大乱闘スマッシュブラザーズ SPECIAL
登場キャラクターが身につける衣装の一種として、Robot KitのロボットToy-Conが登場する。
ヨッシークラフトワールド
主人公のヨッシーが身につける「きせかえ工作」の一種として、Variety KitのリモコンカーToy-ConとピアノToy-Con、Robot KitのロボットToy-Conの合計3種が登場する。
ナビつき! つくってわかる はじめてゲームプログラミング
Toy-ConガレージVRを切り出して発展させた、ビジュアルプログラミングが可能な任天堂のソフト。